# Nicotiana sylvestris
Nicotiana sylvestris  es una especie del género Nicotiana, conocida con los nombres comunes de tabaco silvestre, tabaco del bosque, tabaco de floración o tabaco de Sudamérica.

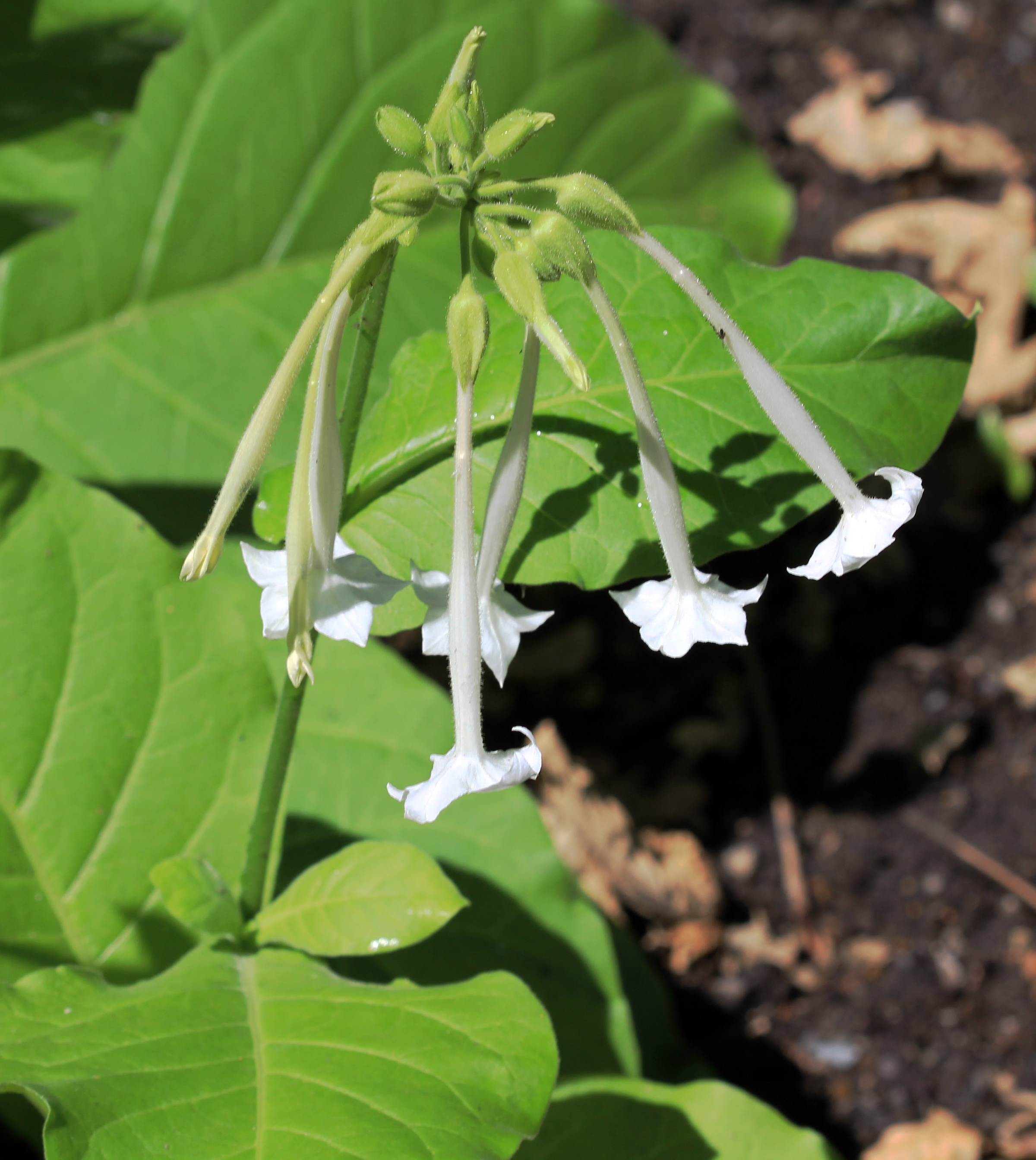
Vista de la planta.

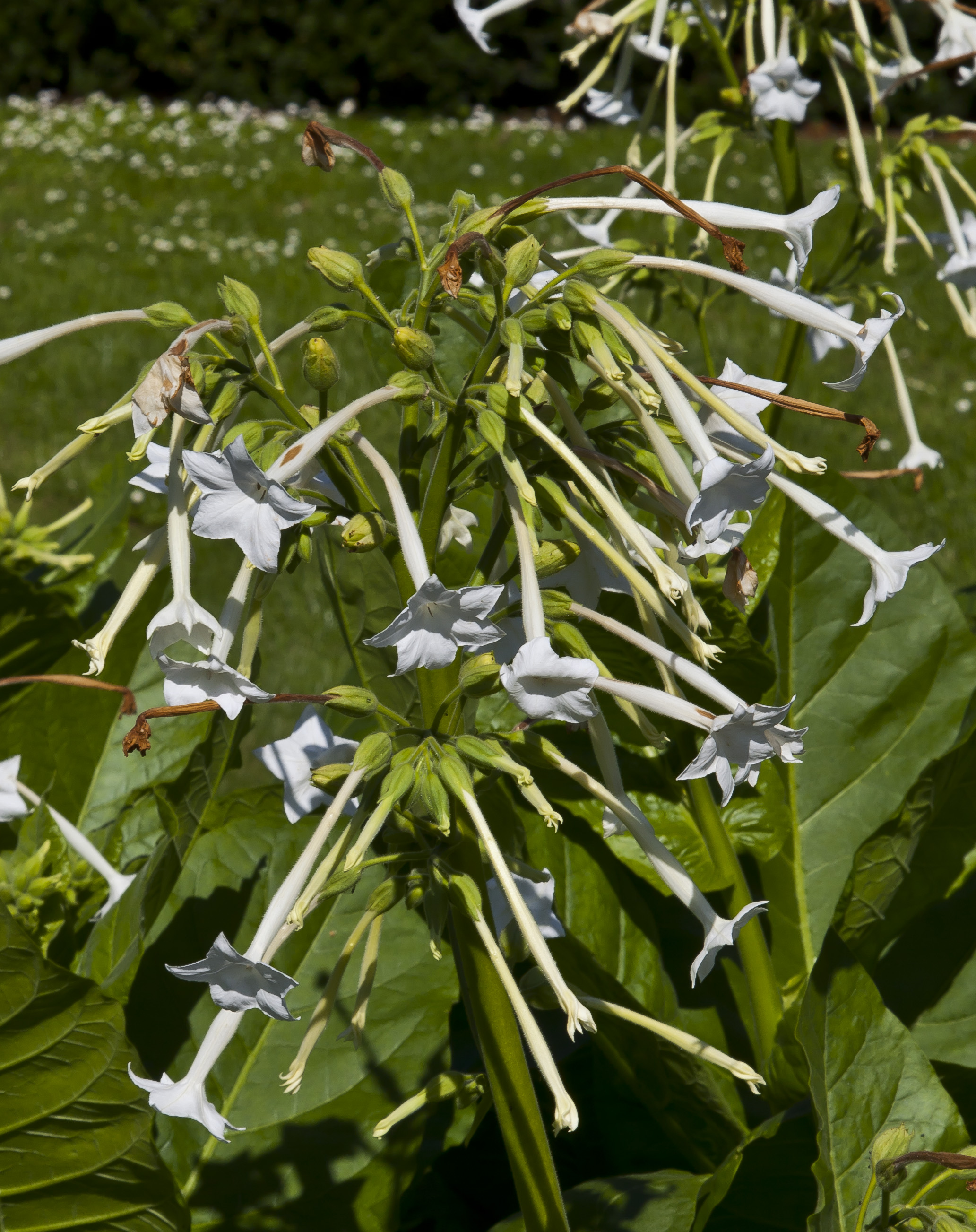
Ejemplar en el jardín botánico de Tallin.

## Descripción
Las hojas de la planta son simples y estipuladas, algo pegajosas. Las flores crecen en panículas. La corola floral es tubular, de color blanco, con más de 7 cm de largo y 2 cm de anchura en la boca. Cada flor produce una gran cantidad de pequeñas semillas. Su olor es más fuerte en la noche, para atraer polillas polinizadoras.
Se piensa que esta planta es parental de Nicotiana tabacum, en cruce con Nicotiana tomentosa, y es utilizada en la moderna producción de tabaco.

## Distribución
Es una planta perenne, nativa de América del Sur que suele florecer en verano.
En ocasiones es sembrada en los jardines por el perfumado olor de sus flores. Como no es resistente, en los climas templados se cultiva mejor como una bienal.

## Taxonomía
Nicotiana sylvestris fue descrita por Speg. & S.Comes y publicado en Monographie du Genre Nicotiana Comprenant le Classement Botanique des Tabacs Botanique des Tabacs Indu8ustriels 10, f. s.n. 1899.
Etimología
Nicotiana: nombre genérico que fue dedicado a Jean Nicot, (científico francés del siglo XVI) por Linneo en su Species Plantarum de 1753.  
sylvestris: epíteto latíno que significa "silvestre"